# Fußball-Weltmeisterschaft 1934/Brasilien
Dieser Artikel behandelt die brasilianische Fußballnationalmannschaft bei der Fußball-Weltmeisterschaft 1934 in Italien.

## Qualifikation
Brasilien musste in Gruppe 9 keine Qualifikationsspiele bestreiten, da Gegner Peru seine Bewerbung bereits zurückgezogen hatte.
| Brasilien | – | Peru | Peru verzichtete |

## Brasilianisches Aufgebot

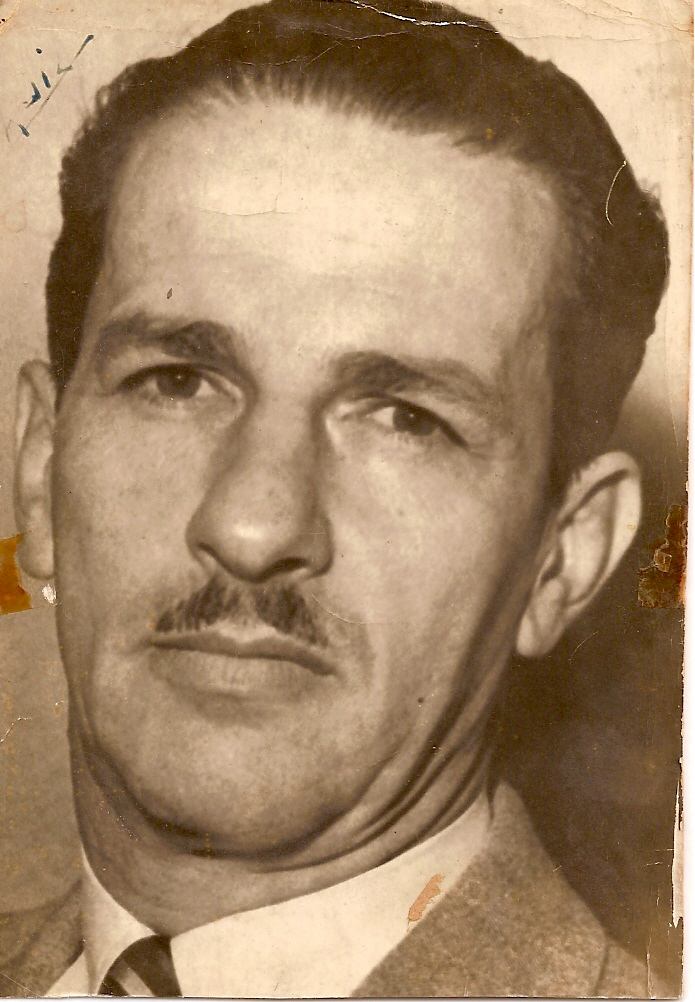
Nationaltrainer Luíz Vinhaes

| Name              | Verein                    | Geburtstag    | Spiele   | aTorea   | Platzverw. |
| Torhüter          | Torhüter                  | Torhüter      | Torhüter | Torhüter | Torhüter   |
| ----------------- | ------------------------- | ------------- | -------- | -------- | ---------- |
| Germano           | Botafogo FC               | 14. März 1911 | 0        | 0        | 0          |
| Pedrosa           | Botafogo FC               | 8. Juli 1913  | 1        | 0        | 0          |
| Abwehr            |                           |               |          |          |            |
| Sylvio Hoffmann   | FC São Paulo              | 11. Mai 1908  | 1        | 0        | 0          |
| Luis Luz          |                           | 29. Nov. 1909 | 1        | 0        | 0          |
| Octacílio         | Botafogo FC               | 21. Nov. 1909 | 0        | 0        | 0          |
| Mittelfeld        |                           |               |          |          |            |
| Ariel             | Botafogo FC               | 22. Feb. 1910 | 0        | 0        | 0          |
| Canalli           | FC Turin                  | 31. März 1910 | 1        | 0        | 0          |
| Martim Silveira   | Botafogo FC               | 2. März 1911  | 1        | 0        | 0          |
| Tinoco            | CR Vasco da Gama          | 2. Dez. 1904  | 1        | 0        | 0          |
| Waldyr            | Botafogo FC               | 21. März 1912 | 0        | 0        | 0          |
| Angriff           |                           |               |          |          |            |
| Armandinho        | FC São Paulo              | 3. Juni 1911  | 1        | 0        | 0          |
| Áttila            | Botafogo FC               | 16. Dez. 1910 | 0        | 0        | 0          |
| Carvalho Leite    | Botafogo FC               | 25. Juni 1912 | 0        | 0        | 0          |
| Leônidas da Silva | CR Vasco da Gama          | 6. Sep. 1913  | 1        | 1        | 0          |
| Luisinho          | FC São Paulo              | 29. März 1911 | 1        | 0        | 0          |
| Patesko           | Club Nacional de Football | 12. Nov. 1910 | 1        | 0        | 0          |
| Waldemar de Brito | FC São Paulo              | 17. Mai 1913  | 1        | 0        | 0          |
| Trainer           |                           |               |          |          |            |
| Luís Vinhaes      |                           | 10. Dez. 1896 |          |          |            |

## Spielergebnisse

### Achtelfinale
|                                         |   |           |           |
| So., 27. Mai 1934 um 16:30 Uhr in Genua |   |           |           |
| Spanien                                 | – | Brasilien | 3:1 (3:0) |

Brasilien schied überraschend gegen Spanien aus. Obwohl man deutlich überlegen war und die Gegner technisch dominierte, verpasste man es, Tore zu erzielen, da die spanische Torhüterlegende Ricardo Zamora alle Chancen parieren konnte. Nachdem die Spanier einen Elfmeter verwandelt hatten und Isidro Lángara in kurzer Zeit einen Doppelpack erzielt hatte, führten sie bereits nach einer halben Stunde mit 3:0. Erst in der zweiten Hälfte, in der die Spanier sich nur noch auf die Verteidigung konzentrierten, gelang Leônidas in der 55. Minute der einzige Treffer für Brasilien. Fünf Minuten später bekamen sie außerdem noch einen Foulelfmeter zugesprochen, den Waldemar de Brito jedoch verschoss. Brasilien war nach 1930 somit zum zweiten Mal in der ersten Runde ausgeschieden.